# Strathallan
Die Strathallan war ein 1938 in Dienst gestelltes Passagierschiff der britischen Reederei Peninsular and Oriental Steam Navigation Company (P&O). Das Schiff wurde 1940 nach nur vier Fahrten von der britischen Regierung übernommen und in einen Truppentransporter umgewandelt. Am 21. Dezember 1942 wurde die Strathallan vor der Küste Algeriens von einem deutschen U-Boot torpediert und sank am darauf folgenden Tag. Sie ist nach der Empress of Britain das zweitgrößte alliierte Schiff, das im Zweiten Weltkrieg durch einen deutschen U-Boot-Angriff verloren ging.

## Das Schiff
Die 23.772 BRT große Strathallan wurde auf der Werft Vickers-Armstrong Ltd. in Barrow-in-Furness gebaut und lief dort am 23. September 1937 im Dock 723 vom Stapel. Taufpatin war die Countess of Cromer, Ehefrau eines P&O-Direktors. Die Strathallan war das fünfte und letzte der Schiffe der „Strath-Klasse“. Die anderen waren die Strathnaver (1931), die Strathaird (1932), die Strathmore (1935) und die Stratheden (1937). Die Schwesterschiffe wurden wegen ihres Farbanstrichs auch The White Sisters (dt.: „Die weißen Schwestern“) genannt. Von der Konstruktion her war sie der Stratheden am ähnlichsten, die am 10. Juni 1937 vom Stapel lief. Die Strathallan wurde zur Beförderung von Passagieren und Post von Großbritannien nach Indien und Australien gebaut und konnte 448 Passagiere in der Ersten Klasse und 563 Passagiere in der Touristenklasse aufnehmen.

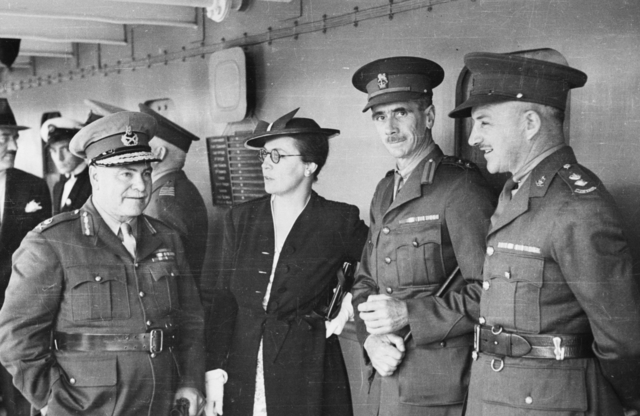
Sir Thomas Blamey (links) im Gespräch mit Major General George Vasey (2. v.r.), dessen Ehefrau Jessie (2. v.l.) und Lt. Col. John Austin Chapman (rechts) an Bord der Strathallan (15. Dezember 1939).

Das Schiff wurde mit zwei Parsons-Turbinen angetrieben, die auf zwei Propeller wirkten und eine Höchstgeschwindigkeit von 20 Knoten ermöglichten. Bis auf den gelben Schornstein war das Schiff komplett Weiß gestrichen. Die 202 Meter lange und 25 Meter breite Strathallan wurde am 10. März 1938 ohne vorherige Testfahrten der Reederei übergeben. Am 18. März 1938 lief sie in Tilbury zu ihrer Jungfernfahrt nach Australien aus (Tanger 22. März, Port Said 30. März, Bur Sudan 1. April, Aden 3. April, Bombay 7. April, Colombo 10. April, Fremantle 19. April, Adelaide 24. April, Melbourne 25. April, Sydney 27. April).

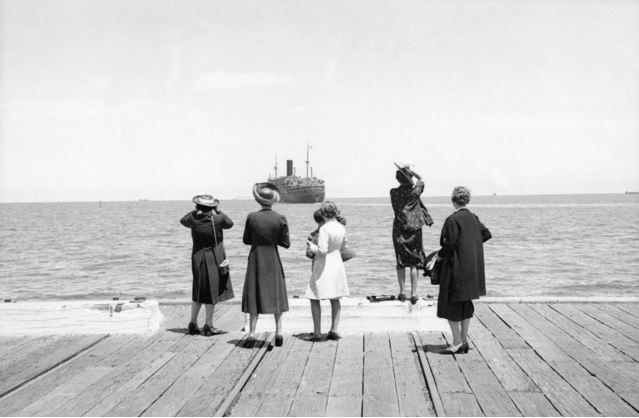
Eine Gruppe von Angehörigen blickt der Strathallan hinterher (15. Dezember 1939).

Am 24. Juni 1938 traf das Schiff am Ende seiner Jungfernfahrt wieder in London ein und wurde den Sommer über für Kreuzfahrten eingesetzt. Danach folgten noch drei weitere Überfahrten nach Australien. Die letzte Fahrt als ziviles Passagierschiff begann am 9. Juni 1939 in Tilbury. Am 9. Oktober 1939 traf die Strathallan wieder in London ein. Am 4. Februar 1940 wurde die Strathallan vom britischen Ministry of Shipping (dem späteren Ministry of War Transport) als Truppentransporter requiriert und anschließend mit einem grauen Tarnanstrich versehen. Anfang November 1942 brachte das Schiff die ersten Truppen im Rahmen der bevorstehenden Operation Torch nach Algerien. Sie war zusammen mit ihrem Schwesterschiff Stratheden und anderen Truppentransportern, darunter die Queen Elizabeth der Cunard Line und der Dunnottar Castle der Union-Castle Line am 26. Oktober 1942 in Greenock (Schottland) ausgelaufen.

## Versenkung

### Der U-Boot-Angriff
Am Freitag, dem 11. Dezember 1942 legte die Strathallan in Glasgow unter dem Kommando von Kapitän John Henry Biggs zu ihrer zweiten Truppenfahrt nach Oran (Algerien) ab. Sie war Teil des Konvois KMF-5. An Bord waren 5122 Menschen, darunter 440 Besatzungsmitglieder, 4.408 britische und amerikanische Soldaten, 26 Artilleristen und 248 britische Krankenschwestern des Queen Alexandra’s Imperial Military Nursing Service (QAIMNS) unter Leitung von Oberschwester Lucy Wane. Ebenfalls an Bord waren die amerikanische Fotoreporterin Margaret Bourke-White sowie Mitglieder von Dwight D. Eisenhowers Generalstab, darunter seine Sekretärin Mattie Pinette und seine Chauffeurin vom Supreme Headquarters Allied Expeditionary Force, Kathleen Summersby. Am 20. Dezember legte das Schiff einen Zwischenstopp in Gibraltar ein.
Am Montag, dem 21. Dezember 1942 wurde der Konvoi KMF-5 in den frühen Morgenstunden von U 562, einem deutschen U-Boot des Typs VII C unter dem Kommando des 26-jährigen Kapitänleutnants Horst Hamm, angegriffen. Um 02.23 Uhr schoss U 562 bei hellem Mondlicht und klarem Wetter 45 Seemeilen nördlich von Oran einen Fächer von vier Torpedos auf den Konvoi. Kurz danach konnte man an Bord des U-Boots zwei nahe Detonationen hören. Einer der Torpedos schlug in der Backbordseite der Strathallan im Maschinenraum ein und beschädigte das Schott, das den Maschinenraum von den Kesselräumen trennte. Eine schwere Erschütterung ging durch das Schiff; die Stromversorgung brach zusammen. Auch ein Öltank wurde beschädigt, sodass sich Öl in den Maschinenraum ergoss.
Das getroffene Schiff nahm augenblicklich eine Schlagseite von 15 Grad nach Backbord an. Kapitän Biggs ordnete das Verlassen des Schiffs an und befahl die Besatzungsmitglieder, Soldaten und Krankenschwestern zu den vier Motorbooten und 16 Rettungsbooten. Boot Nr. 8 war durch die Explosion so schwer beschädigt worden, dass es nicht klargemacht werden konnte, und Boot Nr. 9b konnte wegen der Schlagseite nicht zu Wasser gelassen werden. Nachdem es offensichtlich wurde, dass die Strathallan nicht schnell sinken würde, wurde die Evakuierung gestoppt und die Menschen an Bord wurden auf die Steuerbordseite beordert, um das Schiff zu stabilisieren. Die etwa 1300 Menschen, die bereits das Schiff verlassen hatten, wurden von dem Zerstörer der Royal Navy Verity (Lt. John Charles Rushbrooke, DSC) aufgenommen.

### Untergang

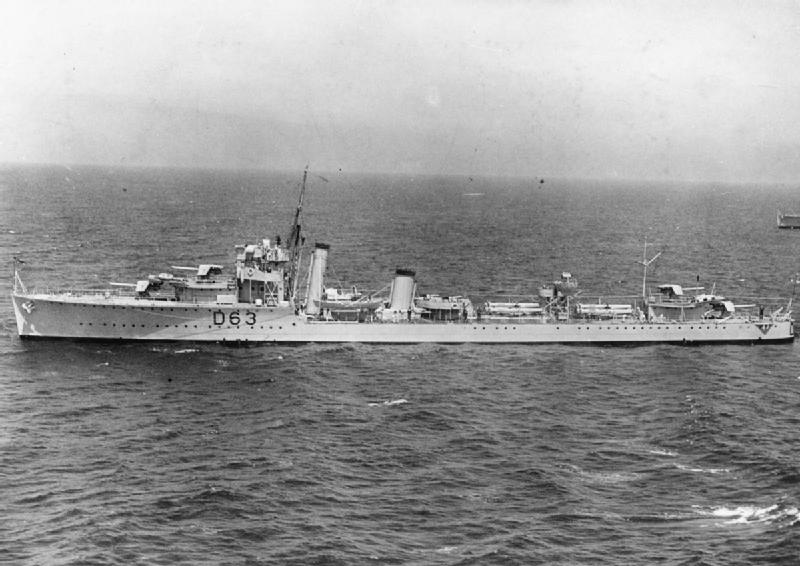
Die Verity nahm die ersten Überlebenden aus den Booten und Flößen auf.

Nach einer etwa zweistündigen Rettungsaktion wurde die Strathallan gegen 06.00 Uhr morgens von dem Zerstörer Laforey (Captain Reginald Maurice James Hutton) ins Schlepptau genommen und bei einer Geschwindigkeit von fünf bis sechs Knoten Richtung Oran geschleppt. Die Überlebenden wurden gegen Mittag auf die Panther (Lt.Cdr. Robert William Jocelyn) und die Pathfinder (Commander Edward Albert Gibbs, DSO) transferiert und nach Oran gebracht.
Der Rettungsschlepper Restive (Lt. D. M. Richards) half beim Abpumpen des aufgenommenen Wassers. Alles deutete darauf hin, dass die Strathallan den Hafen von Oran erreichen würde. Um 13.15 Uhr am 21. Dezember kam das auslaufende Öl aber mit den noch heißen Kesseln in Berührung und explodierte. Flammen schossen aus dem Schornstein. Kapitän Biggs befahl nun alle noch verbliebenen Personen von Bord des Schiffs, welches mittschiffs in Flammen aufging. Bis auf eine kleine Restmannschaft, darunter Kapitän Biggs, der Leitende Offizier John C. W. Last und der Zweite Maschinist G. H. Lockhead, wurden alle von der Laforey an Bord genommen. Die Restive nahm daraufhin die brennende Strathallan in Schlepptau und nahm Kurs auf Oran.
Gegen 04.00 Uhr morgens am 22. Dezember kenterte die Strathallan aber zwölf Seemeilen vor Oran nach Backbord und ging auf der Position 36° 1′ N, 0° 33′ W unter. Kapitän John Henry Biggs wurde für seine Verdienste mit der Lloyd’s War Medal for Bravery at Sea ausgezeichnet und zum Commander of the Order of the British Empire (CBE) ernannt. Die Krankenschwestern Julie Kerr und Olive Stewardson, die sich um fünf schwer verletzte Soldaten gekümmert hatten, wurden mit dem Royal Red Cross ausgezeichnet.
16 Menschen kamen durch den Angriff auf die Strathallan ums Leben, darunter die Royal-Air-Force-Männer David Burns, Kenneth Russell James, Harold Seymour Phillips, William Fernley Tribe und William Herbert Valentine, die Besatzungsmitglieder Ibrahim, Norman Knox, Harry Morley, Muhammad Akbar, Nazim Din und Saheb Din und die Krankenschwestern Janet Davidson, Teresa Doran, Esther Hadridge, Edna Mawston und Helen Porterfield.